# Кубок Казахстану з футболу 2003
Кубок Казахстану з футболу 2003 — 12-й розіграш кубкового футбольного турніру в Казахстані. Переможцем вп'яте став Кайрат.

## Календар
| Раунд            | Дата                        | Матчі | Клуби   |
| ---------------- | --------------------------- | ----- | ------- |
| Попередній раунд | 3-7 квітня 2003             | 7     | 39 → 32 |
| 1/16 фіналу      | 5 травня 2003               | 16    | 32 → 16 |
| 1/8 фіналу       | 4-16 липня 2003             | 8     | 16 → 8  |
| 1/4 фіналу       | 27 липня - 15 серпня 2003   | 8     | 8 → 4   |
| 1/2 фіналу       | 24 вересня/7 листопада 2003 | 4     | 4 → 2   |
| Фінал            | 11 листопада 2003           | 1     | 2 → 1   |

## Попередній раунд
| Команда 1                     | Рахунок | Команда 2                    |
| ----------------------------- | ------- | ---------------------------- |
| 3 квітня 2003                 |         |                              |
| Шахтар-Юність (Караганда) (2) | 1:0 дч  | Уш-Конир і Ко (Шемолган) (2) |
| Торгай (Аркалик) (2)          | 1:0     | Каспій (2)                   |
| 4 квітня 2003                 |         |                              |
| Кайсар-2 (2)                  | 0:1     | Горняк (Хромтау) (2)         |
| 6 квітня 2003                 |         |                              |
| Жастар (Астана) (2)           | 1:0     | Єсіль-Богатир-2 (2)          |
| Актобе-Жас (2)                | 4:0     | Батис Плюс (2)               |
| Єлимай-2 (2)                  | 0:4     | Хімік (Степногорськ) (2)     |
| 7 квітня 2003                 |         |                              |
| Батир (Екібастуз) (2)         | 3:0     | Іртиш-2 (2)                  |

## 1/16 фіналу
| Команда 1                     | Рахунок      | Команда 2            |
| ----------------------------- | ------------ | -------------------- |
| 5 травня 2003                 |              |                      |
| Іртиш                         | 6:0          | Жастар (Астана)(2)   |
| Хімік (Степногорськ) (2)      | 0:1 дч       | Кайрат-2 (2)         |
| Актобе-Жас(2)                 | 0:3          | Жамбил (Тараз) (2)   |
| Тобол                         | 2:0          | Єсіль                |
| Ордабаси                      | 2:3 дч       | Жетису               |
| Карабастау (2)                | -:+          | Актобе-Ленто         |
| Шахтар-Юність (Караганда) (2) | 2:0          | Мунайли (Атирау) (2) |
| Єсіль-Богатир                 | 2:0          | Цесна (Алма-Ата) (2) |
| Восток-2 (2)                  | 1:1 пен. 6:5 | Аксу-Кент (2)        |
| Кайрат                        | 2:1 дч       | Восток               |
| Костуйин (2)                  | 1:6          | Батис                |
| Батир (Екібастуз) (2)         | 0:2          | Кайсар               |
| Горняк (Хромтау) (2)          | 0:2          | Екібастузець         |
| Атирау                        | 2:1          | Шахтар (Караганда)   |
| Єлимай                        | 6:2          | Торгай (Аркалик) (2) |
| Тараз                         | 0:1          | Женіс-Астана         |

## 1/8 фіналу
| Команда 1                     | Рахунок      | Команда 2          |
| ----------------------------- | ------------ | ------------------ |
| 4 липня 2003                  |              |                    |
| Кайрат                        | 2:1 дч       | Восток-2 (4)       |
| 5 липня 2003                  |              |                    |
| Кайрат-2 (2)                  | 0:1 дч       | Іртиш              |
| Жетису                        | 1:2          | Актобе-Ленто       |
| Шахтар-Юність (Караганда) (2) | 0:1          | Єсіль-Богатир      |
| Кайсар                        | 2:1          | Батис              |
| Екібастузець                  | 1:1 пен. 5:4 | Атирау             |
| Женіс-Астана                  | 0:3          | Єлимай             |
| 16 липня 2003                 |              |                    |
| Тобол                         | 3:0          | Жамбил (Тараз) (2) |

## 1/4 фіналу
| Команда 1              | Заг. | Команда 2    | 1-й матч | 2-й матч |
| ---------------------- | ---- | ------------ | -------- | -------- |
| 27 липня/8 серпня 2003 |      |              |          |          |
| Єсіль-Богатир          | 4:2  | Актобе-Ленто | 2:2      | 2:0      |
| 27 липня/9 серпня 2003 |      |              |          |          |
| Кайсар                 | 1:5  | Кайрат       | 0:3      | 1:2      |
| Єлимай                 | 3:1  | Екібастузець | 2:0      | 1:1      |
| 9/15 серпня 2003       |      |              |          |          |
| Тобол                  | 2:1  | Іртиш        | 2:0      | 0:1      |

## 1/2 фіналу
| Команда 1                   | Заг. | Команда 2 | 1-й матч | 2-й матч |
| --------------------------- | ---- | --------- | -------- | -------- |
| 24 вересня/7 листопада 2003 |      |           |          |          |
| Єсіль-Богатир               | 1:3  | Тобол     | 1:2      | 0:1      |
| Єлимай                      | 1:2  | Кайрат    | 0:1      | 1:1      |

## Фінал
| 11 листопада 2003 |

| Кайрат                              | 3:1      | Тобол                |
| ----------------------------------- | -------- | -------------------- |
| Тлехугов 7' (пен.), 28' (пен.), 53' | Протокол | Косолапов 20' (пен.) |

| Центральний стадіон, Алма-Ата Глядачів: 8 000 Арбітр: Акмалхан Колматов |